# نوشیار

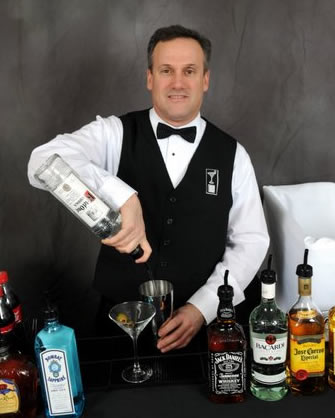
یک نوشیار در حال مخلوط کردن نوشیدنی‌ها

نوشیار یا بارتندر (به انگلیسی: Bartender) فردی است که انواع نوشیدنی‌های الکلی را در بار یا نوشگاه آماده و به مشتری‌ها عرضه می‌کند. بسته به محل و مکان، نوشیار نوشیدنی آماده شده را شخصاً یا توسط پیشخدمت به مشتری عرضه می‌کند. یک نوشیار باید طیف گسترده‌ای از نوشیدنی‌های الکلی را به خوبی بشناسد و توانایی ساخت و ترکیب آنها را با دقت، سرعت و بدون اتلاف داشته باشد. در گذشته به این شغل به عنوان شغل دوم یا موقت نگاه می‌شد اما امروزه شغلی تخصصی است که متقاضیان با علاقه قبلی و نه از سر ضرورت و اجبار آن را بر می‌گزینند. نوشیارها معمولاً مسئول کنترل سن مشتریان برای اطمینان از رسیدن آنها به سن قانونی خرید مشروبات الکلی هستند. در برخی از کشورها مانند استرالیا و سوئد نوشیارها از نظر قانونی ملزم به رد درخواست مشتریان مست هستند.